# Joseph Le Roux
Joseph Le Roulx, seigneur de La Ville, né en 1668 et mort le 24 août 1738 à Bouchais (Grandchamp-des-Fontaines), fut avocat du roi au présidial et maire de Nantes de 1708 à 1709.

## Biographie
Il est le grand-père de René Delaville-Leroulx et de Joseph Delaville Le Roulx.